# Hydrozoa
Los hidrozoos (Hydrozoa, del griego hydros, ‘agua’, y zoon, ‘animal’), también conocidos como hidromedusas, son una clase de cnidarios que presentan especies marinas y dulceacuícolas. La mayoría presentan alternancia de generaciones, con pólipos bentónicos asexuales y medusas planctónicas sexuales; en muchos casos, los individuos medusoides quedan retenidos sobre los polipides. En la mayor parte de casos, los pólipos forman colonias, muchas veces polimórficas (con individuos modificados para desarrollar diversas funciones) y revestidas de un exoesqueleto quitinoso. En los casos en que hay medusas libres, suelen ser de pequeño tamaño y craspedotas (con velo) y carecen de ropalios. Rondan las 3000 especies.

## Morfología
Las cuatro características que diferencian los hidrozoos de las otras clases de cnidarios son:
- Mesoglea siempre desprovista de células.
- Gastrodermis sin cnidocitos
- Cavidad gastrovascular sin faringe ni mesenterios.
- Gónadas ectodérmicas; en los pocos casos en que son gastrodérmicas, óvulos y espermatozoides se expulsan directamente y no en la cavidad gastrovascular.

### Hidropólipos
Los pólipos de los hidrozoos se denominan hidropólipos. La mayoría de hidrozoos poseen fase pólipo y en la mayor parte de ocasiones son coloniales (la excepción más conocida es la Hydra de agua dulce).
Las colonias se forman una yema en el tallo (hidrocaule) del pólipo fundador la cual desarrolla una boca y una corona de tentáculos (hidrante, o extremo oral). La colonia se ancla al sustrato mediante un estolón horizontal (hidrorriza) similar a una raíz del que parten pólipos individuales (hidroides) o ramas de pólipos. La mayoría de las colonias tienen solo unos cuantos centímetros de longitud.

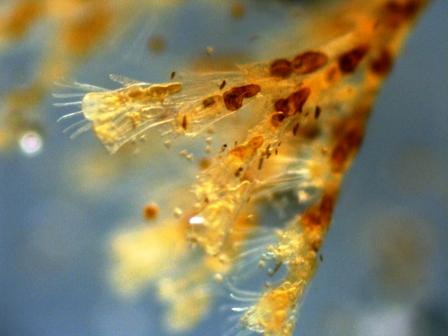
Obelia, hidropólipo colonial.

En una colonia hidroide, la ectodermis, la mesoglea, la gastrodermis y la cavidad gastrovascular de los diferentes pólipos están interconectadas y es difícil precisar dónde acaba uno y comienza otro.
Los hidrozoos solitarios no tienen esqueleto, pero la mayoría de los hidrozoos coloniales están recubiertos, al menos en parte, por una cubierta quitinosa, secretada por la ectodermis, denominada perisarco; el tejido vivo al cual rodea recibe el nombre de cenosarco. El perisarco rodea siempre la hidrorriza y el hidrocaulo. Dependiendo de si rodean también el hidrante, se distinguen dos tipos morfológicos de colonias de hidrozoos:
- Hidrozoos atecados. El hidrante es desnudo, sin perisarco a su alrededor (por ejemplo, Coryne e Hydractinia).
- Hidrozoos tecados. El perisarco se continua formando una envoltura (hidroteca) que rodea al hidrante. Tal es el caso de Obelia o Campanularia. Su abertura puede incluso tener una tapadera de varias piezas que se abre cuando el pólipo se dilata, como en Serpularia.

Todas las colonias de hidrozoos son por lo menos dimórficas, y muchas son polimórficas, es decir, constan de dos o varios tipos de individuos morfológica y funcionalmente diferentes. Los principales tipos de hidroides son:

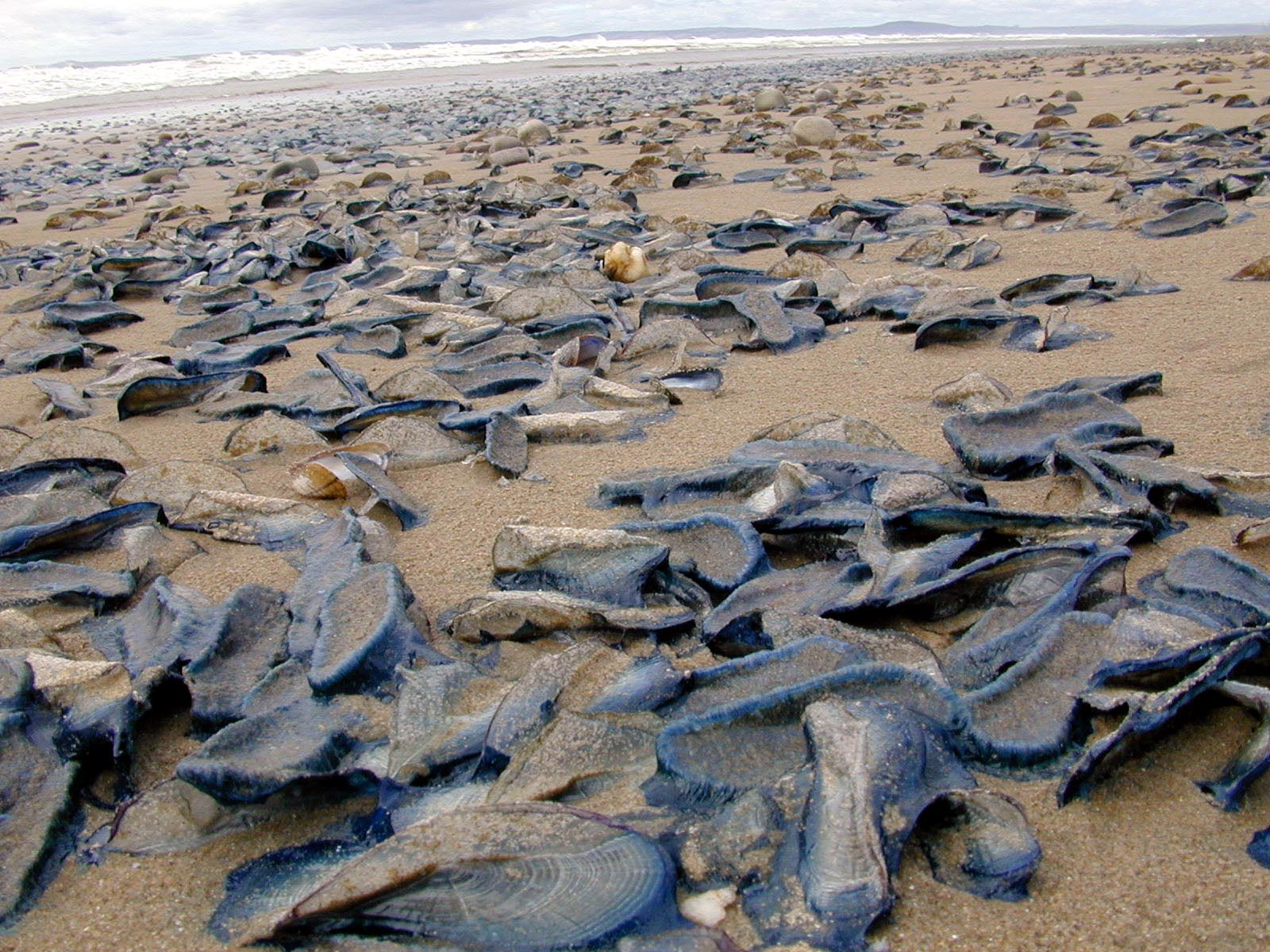
Velella, hidropólipo pelágico, varadas en una playa.

- Gastrozoides o trofozoides. Es el tipo más numeroso y conspicuo de individuo. Recuerdan a una corta hidra. Su función es capturar e ingerir las presas, proporcionado así alimento a la colonia entera. La principal fuente de alimento es el zooplancton. Se produce una digestión extracelular en el propio gastrozoide y la papilla resultante pasa a la cavidad gastrovascular común de la colonia, donde ocurre la digestión intracelular.
- Dactilozoides. Son pólipos defensivos, sin boca, que se disponen sobre todo alrededor de los gastrozoides. Adoptan gran variedad de formas aunque con frecuencia tienen una maza apical repleta de cnidocitos.
- Gonozoides, gonóforos o medusoides. Todos las colonias de hidrozoos poseen hidroides especializados en la reproducción o gonozoides. Su forma y localización es muy variada, pero todos desarrollan medusas en su interior. En la parte apical del gonozoide se forman, de modo asexual, yemas medusoides que, cuando están totalmente formadas, o son liberadas en forma de diminuta medusa, o pueden quedar retenidas en el gonozoide.

Ciertos hidrozoos, como Velella, forman colonias polimórficas pelágicas flotantes. Cada colonia consta de un gastrozoide muy modificado provisto de un flotador y gonozoides que cuelgan de la colonia.

### Hidromedusas

Morfología de una hidromedusa
1.- Ectodermis; 2.- Mesoglea; 3.- Gastrodermis; 4.- Estómago; 5.- Canal radial; 6.- Canal circular; 7.- Tentáculo; 8.- Velo; 9.- Anillo nervioso externo; 10.- Anillo nervioso interno; 11.- Gónada; 12.- Manubrio; 13.- Boca; 14.- Exumbrela; 15.- Subumbrela.

A diferencia de las escifomedusas, la mayoría de las hidromedusas son de pequeño tamaño (0,5-6 cm de diámetro). El borde de la subumbrela presenta un repliegue denominado velo por lo cual se dice que las hidromedusas son craspedotas. El número básico de tentáculos es de cuatro, por lo que son denominadas tetrámeras. La boca se abre en el extremo de una prolongación o manubrio que cuelga en el centro de la subumbrela. La mesoglea acelular es gelatinosa y muy gruesa, lo cual da volumen y forma al animal.
Son carnívoras, capturan presas adecuadas a su tamaño, incluidos peces pequeños, con sus tentáculos ricos en cnidocitos. La cavidad gastrovascular es compleja: la boca comunica con un estómago central del cual parten cuatro canales radiales que se unen a un canal circular que discurre en torno al borde de la umbrela. La gastrodermis recubre el manubrio, el estómago y el sistema de canales.
El velo presenta células mioepiteliales que forman una potente banda de fibras contráctiles que recuerdan a los músculos estriados. El desplazamiento se produce gracias a pulsaciones regulares.
El sistema nervioso es también más especializado que en los hidropólipos. Las neuronas forman dos anillos nerviosos, uno encima y otro debajo del punto de inserción del velo, de los que parten fibras que inervan los tentáculos, la musculatura y los órganos de los sentidos; el anillo inferior contiene el marcapasos responsable de las contracciones rítmicas y los estatocistos (órganos del equilibrio). También existen ocelos sensibles a la luz, formados por manchas de pigmento y células fotorreceptoras.

## Reproducción y desarrollo

### Ciclo de vida
El ciclo de vida comienza en un huevo, que por segmentación radial forma una larva plánula, ciliada y plana, que se fija al suelo. De ella surge un pólipo que lleva a cabo la reproducción asexual. Del pólipo se forman medusas tetrámeras con gónadas, que llevan a cabo la reproducción sexual externa, y que cierran el ciclo.
Hay grupos que no poseen todas las fases. En algunos especies (como Hydra) la fase medusa está reducida o falta por completo y son los pólipos los que producen los gametos. En otros, como algunos traquilinos, falta la fase pólipo y, a partir de la larva plánula se forma la larva actínula, que sufrirá una metamorfosis para convertirse en una medusa adulta.

### Reproducción asexual
La forma polipoide se reproduce siempre asexualmente, haya o no forma medusa. Es muy habitual en organismos coloniales, aunque algunos géneros solitarios como Hydra pueden formar yemas que después se desprendan del organismo parental. La reproducción asexual generalmente es en forma de gemación.
Las medusas también se forman a partir de yemas (gonóforos) sobre los pólipos, ya sea a partir de las paredes de los hirantes comunes o en gonozoides especializados. En ambos casos las medusas tienen gónadas y, o bien pueden desprenderse y nadar libremente, o permanecer sobre los pólipos en forma de medusas reducidas.
Algunas hidromedusas también se reproducen asexualmente. Algunas producen yemas en el manubrio mientras que otras las producen en los bulbos tentaculares. Ciertas especies se dividen por fisión longitudinal en dos medusas hijas.

### Reproducción sexual
Todos los hidrozoos tienen una fase sexual en su ciclo de vida. Casi siempre son dioicos.
En los grupos que forman medusas, éstas surgen por gemación a partir de gonóforos o gonozoides. Las células germinales derivan de células epidérmicas intersticiales que migran a lugares concretos formando las gónadas, que pueden localizarse sobre el manubrio o en la superficie de la subumbrela (bajo los canales radiales). La fecundación suele ser externa, aunque algunas especies solo liberan los espermatozoides y la fecundación del óvulo se produce sobre el cuerpo de las medusas femeninas.
En aquellos grupos que carecen de la forma medusoide, los pólipos forman gónadas ectodérmicas simples y transitorias llamadas esporosacos, que serán los encargados de expulsar los gametos. La fecundación será también generalmente externa.

## Clasificación y morfología por grupos

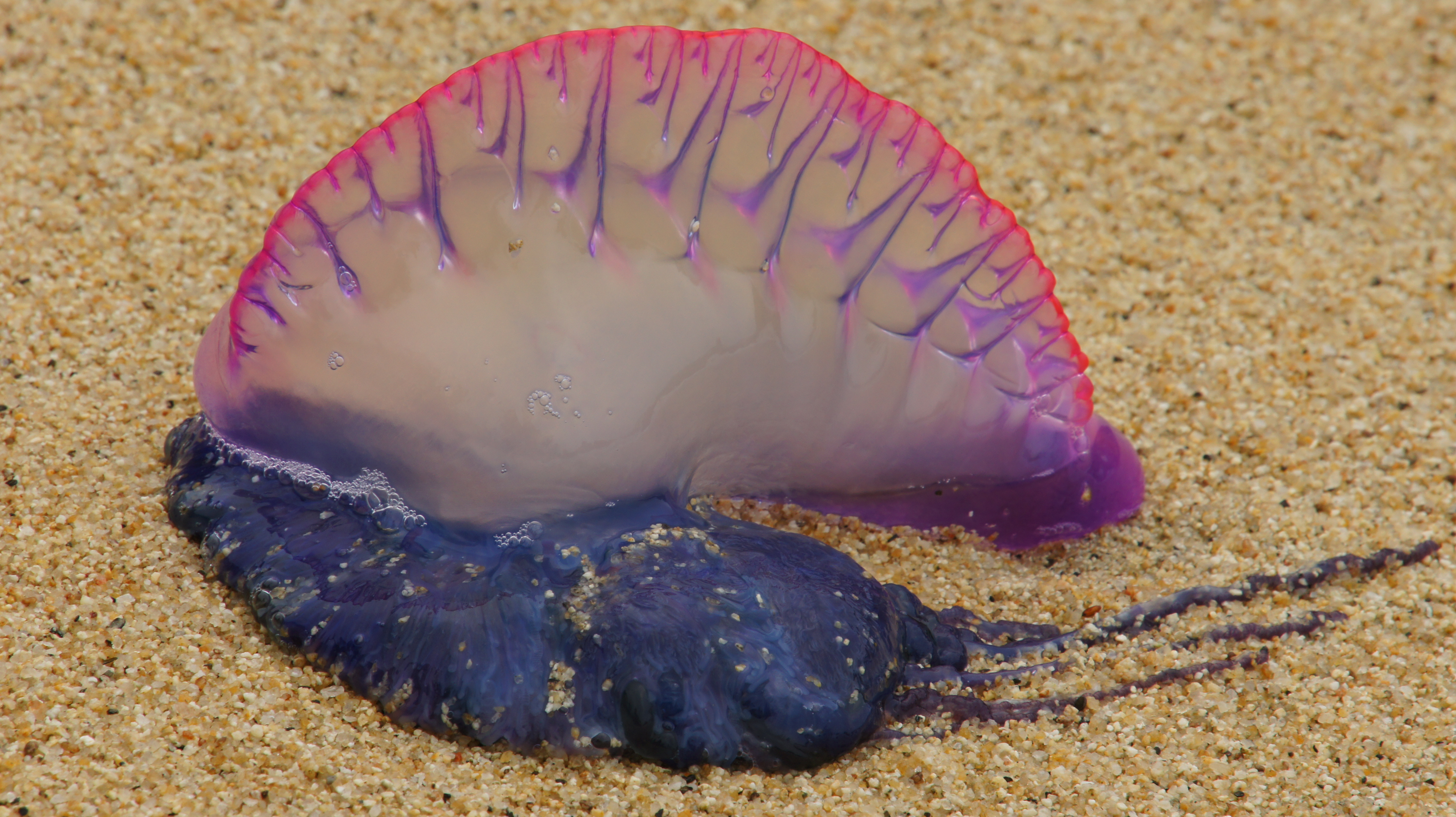
Carabela portuguesa (Physalia physalis).

La clasificación y filogenia de los hidrozoos es motivo de controversia; la siguiente ordenación, de índole tradicional, es la propuesta por Brusca & Brusca (2005): 
- Orden Hydroida

Forman mayoritariamente colonias monomórficas o polimórficas, sésiles en su forma pólipo, y suelen presentar la forma medusa.
Suborden Anthomedusae. Presenta los hidrantes (extremo oral de los pólipos) desnudos, sin hidroteca, en colonias polimórficas. Las medusas, si existen, son relativamente altas, y sus gónadas tienen origen epidérmico y se sitúan bajo el manubrio o la subumbela. Incluye el género no colonial Hydra. La familia Stylasteridae (Allopora, Stylaster) carece de forma medusa y forma colonias erectas, mientras que la Milleporidae (Millepora) sí la presenta, aunque muy rudimentaria, y las colonias de pólipos son erectas.
Suborden Leptomedusae. Presentan medusa, e hidrantes con recubiertos por una hidroteca. Las gónadas de las medusas se forman sobre los canales radiales en la subumbrela (Abetinaria, Cuvieria).
Suborden Limnomedusae. Presenta pólipos solitarios y coloniales, y medusa. Son mayoritariamente dulceacuícolas (Gonionemus)
- Orden Trachylinae

Presenta un ciclo de vida extraño: tiene una fase pluricelular, y una fase de vida unicelular en forma de espora, cápsula polar semejante a un nematocisto. Recientes estudios filogenéticos con ARN ribosómico 16s indica que los Myxozoa, formas microscópicas parásitas considerados tradicionalmente como un filo protista, pertenecen realmente a este orden.
Suborden Laingiomedusae.
Suborden Narcomedusae.
Suborden Trachymedusae.
- Orden Siphonophora

Forma colonias polimórficas flotantes, con un individuo modificado en forma de campana o vejiga llena de gas, llamado neumatóforo. Son ejemplos Physalia o carabela portuguesa. Algunos miembros de la colonia, sobre todo algunos datilozoides, pueden llegar a medir más de 20 metros, lo cual, teniendo en cuenta lo transparentes que son, y la fuerza de sus nematocistos, hacen de este tipo de colonias, criaturas verdaderamente peligrosas. Carecen de forma medusa.
- Orden Chondrophora

Forma también colonias polimórficas flotantes, pero no tan peligrosas. Un ejemplo es Vellella vellella, cuyo gastrozoide forma la base de la colonia, y dispone de una vela. No tienen neumatóforo. Carecen de forma medusa.
- Orden Actinulida

Son individuos muy pequeños, de vida intersticial. Son pólipos solitarios con una superficie ciliada, que recuerda a la fase de larva plánula. No tienen forma medusa.